# Campeonato Sul-Mato-Grossense 2021
In 2021 werd het 43ste Campeonato Sul-Mato-Grossense gespeeld voor voetbalclubs uit de Braziliaanse staat Mato Grosso do Sul. De competitie werd georganiseerd door de FFMS en zou gespeeld worden van 28 februari tot 23 mei. Costa Rica werd kampioen.

## Eerste fase

### Groep A
| Plaats | Club          | Wed. | W | G | V | Saldo | Ptn. |
| ------ | ------------- | ---- | - | - | - | ----- | ---- |
| 1.     | Dourados      | 8    | 6 | 0 | 2 | 17:8  | 18   |
| 2.     | Aquidauanense | 8    | 5 | 1 | 2 | 13:4  | 16   |
| 3.     | Operário      | 8    | 4 | 0 | 4 | 18:11 | 12   |
| 4.     | Águia Negra   | 8    | 3 | 2 | 3 | 16:13 | 11   |
| 5.     | Novo          | 8    | 0 | 1 | 7 | 2:30  | 1    |

|  | Geplaatst voor de tweede fase |
|  | Degradatie                    |

### Groep B
| Plaats | Club        | Wed. | W | G | V | Saldo | Ptn. |
| ------ | ----------- | ---- | - | - | - | ----- | ---- |
| 1.     | Costa Rica  | 8    | 6 | 2 | 0 | 14:2  | 20   |
| 2.     | Comercial   | 8    | 3 | 3 | 2 | 11:10 | 12   |
| 3.     | União-ABC   | 8    | 3 | 2 | 3 | 12:11 | 11   |
| 4.     | Chapadão    | 8    | 3 | 1 | 4 | 13:14 | 10   |
| 5.     | Três Lagoas | 8    | 1 | 0 | 7 | 9:22  | 3    |

## Tweede fase
| Plaats | Club          | Wed. | W | G | V | Saldo | Ptn. |
| ------ | ------------- | ---- | - | - | - | ----- | ---- |
| 1.     | Costa Rica    | 10   | 8 | 1 | 1 | 21:4  | 25   |
| 2.     | Dourados      | 10   | 6 | 2 | 2 | 14:9  | 20   |
| 3.     | Operário      | 10   | 5 | 2 | 3 | 16:14 | 17   |
| 4.     | Aquidauanense | 10   | 3 | 1 | 6 | 12:12 | 10   |
| 5.     | Comercial     | 10   | 2 | 3 | 5 | 10:17 | 9    |
| 6.     | União-ABC     | 10   | 1 | 1 | 8 | 7:24  | 4    |

|  | Kampioen |

## Totaalstand
| Plaats | Club          | Wed. | W  | G  | V  | Saldo | Ptn. |
| ------ | ------------- | ---- | -- | -- | -- | ----- | ---- |
| 1.     | Costa Rica    | 18   | 14 | 13 | 1  | 35:6  | 45   |
| 2.     | Dourados      | 18   | 12 | 2  | 4  | 31:17 | 38   |
| 3.     | Operário      | 18   | 9  | 2  | 7  | 35:25 | 29   |
| 4.     | Aquidauanense | 18   | 8  | 2  | 8  | 25:16 | 26   |
| 5.     | Comercial     | 18   | 5  | 6  | 7  | 21:27 | 21   |
| 6.     | União-ABC     | 18   | 4  | 3  | 11 | 19:35 | 15   |
| 7.     | Águia Negra   | 8    | 3  | 2  | 3  | 16:13 | 11   |
| 8.     | Chapadão      | 8    | 3  | 1  | 4  | 13:14 | 10   |
| 9.     | Três Lagoas   | 8    | 1  | 0  | 7  | 9:22  | 3    |
| 10.    | Novo          | 8    | 0  | 1  | 7  | 2:31  | 1    |

|  | Kampioen, geplaatst voor Série D 2022, Copa do Brasil 2022 en Copa Verde 2022     |
|  | Vicekampioen, geplaatst voor Série D 2022, Copa do Brasil 2022 en Copa Verde 2022 |
|  | Degradatie                                                                        |

### Kampioen
| Campeonato Sul-Mato-Grossense de 2021 |
| Mato Grosso do Sul                    |
| ------------------------------------- |
| COSTA RICA Kampioen (1° titel)        |